# 茱蒂絲·樂福·科恩
茱蒂絲·樂福·科恩（英語：Judith Love Cohen，1933年8月16日—2016年7月25日）是一位美國航空航天工程師。她曾參與多項重要航太計畫，包含擔任民兵飛彈、哈伯太空望遠鏡地面科學站、追蹤與數據中繼衛星（TDRSS）以及阿波罗计划的電機工程師。 特別是她在阿波羅13號任務中負責的中止導引系統被認為是協助該任務成功返航的關鍵之一。

自工程領域退休後，柯恩創立了一間兒童多媒體出版公司，生前出版逾20本兒童書籍。她是電腦科學家暨工程師尼爾·西格爾與演員傑克·布萊克的母親。

## 經歷

### 早年
柯恩出生於紐約布魯克林的一個猶太家庭，父母分別為莎拉·柯恩（Sarah Cohen，婚前姓羅伊斯曼）與莫里斯·伯納德·柯恩（Morris Bernard Cohen）。早在五年級時，她就因數學能力出眾而替同學代寫作業賺錢。她經常是班上唯一的女生，當時立志成為數學老師。 19歲時，她一邊就讀大學主修工程學，一邊在大都會歌劇院芭蕾舞團擔任芭蕾舞者。
柯恩起初獲得布鲁克林学院的數學獎學金，但後來發現自己更熱愛工程領域。她在布魯克林學院修讀兩年後結婚並搬到加州，於北美航空擔任初級工程師，同時夜間就讀南加州大学（USC）。她曾表示，從學士到碩士的求學期間，她從未在課堂上遇過其他女性工程學生。柯恩於1957年與1962年分別取得南加州大學維特比工程學院的學士與碩士學位，並持續與母校保持聯繫，擔任太空工程顧問委員會成員。
1982年，她完成加州大学洛杉矶分校工程高階主管課程。

### 職業生涯
柯恩的工程職涯始於1952年，當時她在北美航空擔任初級工程師。1957年自南加州大學維特比工程學院畢業後，她進入太空技術實驗室（Space Technology Laboratories）工作，該機構後來演變為TRW公司（2002年被诺斯洛普·格鲁门併購）。柯恩在該公司任職至1990年退休，長達數十年。她的工程貢獻包括參與民兵飛彈的導引電腦系統，以及阿波羅登月艙的中止導引系統（Abort-Guidance System, AGS）研發。
AGS在阿波羅13號任務中發揮了關鍵作用，當服務艙因氧氣箱爆炸而癱瘓，太空人被迫轉移至登月艙（LM）作為「救生艙」使用，AGS系統便成為導航關鍵。由於登月艙的電力與水供應有限，而主導航系統（PGNS）又需大量水冷卻，在太空人進行一場橫越月球後兩小時的主引擎燃燒縮短返程時間後，AGS系統接手主控任務，包括兩次中途修正軌道，使太空人最終安全返回地球。
她的兒子尼爾（Neil Siegel）回憶說：
母親一直認為參與阿波羅計畫是她職涯的高峰。在阿波羅13號遭遇災難時，正是她參與開發的中止導引系統幫助太空人安全返航。當阿波羅13號的太空人特地前往TRW位於雷東多海灘的設施致謝時，母親也在場。
1990年自工程界退休後，柯恩與她的第三任丈夫大衛·卡茲（David Katz）共同創辦出版公司「Cascade Pass」。她們出版了兩個兒童讀物系列：「你可以成為一位女性……」（You Can Be a Woman...）系列：旨在鼓勵年幼女孩追求科學與工程領域的職涯。以及「綠色系列」（Green series）：以兒童為對象，推廣正面的環保行動。截至柯恩去世前，這兩個系列已銷售超過十萬冊。該公司亦出版了《阿波羅的女性》一書，由柯恩的媳婦羅賓·弗蘭德（Robyn Friend）撰寫，書中記述了四位對登月計畫貢獻卓著女性的生平故事，其中就包括柯恩本人。

## 榮譽
2014年5月，柯恩獲頒IEEE-USA「傑出文學貢獻獎」，表彰其在兒童STEM（科學、技術、工程與數學）教育方面的貢獻。

## 個人生活
1950年代初，柯恩與同為工程師的伯納德·西格爾（Bernard Siegel）結婚，兩人於就讀布魯克林學院期間相識，共育有三名子女：工程師兼科學家尼爾·西格爾、霍華德·西格爾（Howard Siegel）與瑞秋·西格爾（Rachel Siegel）。夫妻於1960年代中期離婚。
其後，她與湯瑪斯·「湯姆」·威廉·布萊克（Thomas "Tom" William Black）再婚，布萊克為她改信猶太教。1969年，他們育有一子，即日後的演員兼音樂人傑克·布萊克。根據長子尼爾的說法，柯恩在分娩當日仍在排除電路圖錯誤，並在告知上司問題已解決後才前往醫院生下傑克。兩人於1979年離婚。
1981年，柯恩與大衛·A·卡茲（David A. Katz）結婚。1991年，柯恩的兒子霍華德因愛滋病逝世，享年36歲。
柯恩後在2016年因癌症辭世。

## 外部連結
- 茱蒂絲·樂福·科恩在互联网电影资料库（IMDb）上的資料（英文）
- David A. Katz and Judith Love Cohen Papers at 南密西西比大學
- 在Find a Grave上的茱蒂絲·樂福·科恩